# کابوس (فیلم ۲۰۱۵)
کابوس (به انگلیسی: The Nightmare (2015 film)) یک فیلم است که در سال ۲۰۱۵ منتشر شد.
این فیلم نگاهی دارد به وضعیت ترسناکی که هزاران نفر را آزار داده‌است. فلج خواب (بختک).